# Franciscus Longville
Franciscus Henricus Longville (Antwerpen, 24 januari 1897 - 19 juni 1979) was een Belgisch syndicalist en politicus voor de BWP / BSP.

## Levensloop
Beroepshalve leraar, sloot Longville aan bij de Belgische Werkliedenpartij. Hij was ook, zoals zijn vader Jean Longville actief in de vakbond, en was secretaris van de Centrale van Metaalbewerkers voor Oost- en West-Vlaanderen.
In januari 1940 volgde hij de overleden Urbain Jamar op als socialistisch volksvertegenwoordiger voor het arrondissement Antwerpen en vervulde dit mandaat tot aan de wetgevende verkiezingen van februari 1946.
Zijn oorlogstraject was niet helemaal duidelijk. Hij behoorde tot degenen die, binnen de socialistische partij, de nieuwe-ordegezinde richting van Hendrik De Man genegen waren en bereid waren een eindweegs met de Duitsgezinde eenheidsvakbond Unie van Hand- en Geestesarbeiders (UHGA) op te trekken. In het collaborerende Arbeidsorde werd over hem gesproken als over een ‘pronkstuk’ die met zijn centrale meer dan 10.000 leden zou aanbrengen. Voor zover Longville inderdaad iets beloofd had, bleef dit van korte duur en liet hij van zich niets meer horen. Hij stelde verder in de oorlog wel geen collaboratiedaden, maar bleek toch na de oorlog niet meer houdbaar als socialistisch voorman en mandataris.
Hij behoorde in 1949 tot de oprichters van de kortstondige Volksunie, die een initiatief was van oud-Verdinaso's, zoals Herman Todts (1921-1993) en Wim Jorissen. Veel succes had de groep niet (men kon nauwelijks van een partij spreken) en na enkele maanden en na een woelig 'stichtingscongres', waarop Longville een van de sprekers was, was het ermee afgelopen.
Longville verdween in de anonimiteit.